# Clypeola
Clypeola là chi thực vật có hoa trong họ Cải.